# Divine Heresy
Divine Heresy est un groupe de heavy metal américain, originaire de Los Angeles, en Californie. Il est formé par le guitariste Dino Cazares, fondateur de Fear Factory. Bien que les premières origines de la bande remontent à 2002, Divine Heresy est officiellement formé en 2006. Le groupe se composait du guitariste Cazares, de l'ancien batteur de Vital Remains Tim Yeung, et de l'ancien bassiste de Nile, Joe Payne. Le premier album du groupe, Bleed the Fifth, est publié le 28 août 2007, et compte 2 700 exemplaires vendus la première semaine.
Tommy « Vext » Cummings est renvoyé du groupe après une altercation sur scène le 26 avril 2008. Après des auditions pour un nouveau membre, il est annoncé le 14 août que Travis Neal, fondateur et chanteur de The Bereaved, est son remplaçant.
En 2015, Cazares annonce être le seul membre restant du groupe, qui restera inactif pendant qu'il se consacre à Fear Factory.

## Biographie

### Formation (2002–2007)
Après son départ de Fear Factory en 2002, le guitariste Dino Cazares cherche un batteur qui « collerait » pour monter un nouveau groupe. Il essaye d'abord les batteurs John Sankey de Devolved, et Nicholas Barker des groupes Cradle of Filth et Dimmu Borgir. Mais des problèmes de carte de séjour imposent à ces deux batteurs de retourner dans leurs pays respectifs : l'Australie et le Royaume-Uni. Cazares fait ensuite la rencontre du batteur de Vital Remains, Tim Yeung avec qui il écrit quelques morceaux. Cazares et Yeung enregistrent ce qu'ils ont écrit et envoient la cassette à Tommy "Vext" Cummings pour qu'il y pose sa voix. Cazares affirme qu'« on entendait la passion et la colère dans sa voix, ce qu'on recherchait. C'était aussi très agressif. » Divine Heresy recrute le bassiste Tony Campos de Static-X sur trois morceaux, et Cazares joue de la basse sur le reste des chansons. Après des auditions sans succès, Cazares est contacté par l'ancien bassiste de Nile, Joe Payne. Cazares le connaissait  pour l'avoir vu jouer avec Nile sur scène. Après une audition, Joe Payne rejoint Divine Heresy comme bassiste permanent.

### Bleed the Fifth(2007–2008)
Début 2007, le groupe enregistre son premier album, Bleed the Fifth, produit par Logan Mader, ancien guitariste de Machine Head. Le titre de l'album est un jeu de mots, sur lequel Cazares explique : « Tu as le droit de la fermer, mais sur cet album on en dit long. » Cummings explique que la majeure partie des paroles traitent de problèmes personnels, et sur la manière dont les gens arrivent à les résoudre. La plupart des paroles s'inspirent de l'Apocalypse, des catastrophes naturelles, de la guerre et du terrorisme. Cazares explique que l'album est un « énorme fuck » aux gens qui souhaitaient son échec.
Publié le 28 août 2007, aux États-Unis, Bleed the Fifth s'écoule à 2 700 exemplaires la première semaine. Dom Lawson de Metal Hammer attribue une note de 8 sur 10 à l'album expliquant que « dans l'ensemble, le pionnier du genre a mis dans le mille, et on a hâte de voir ce que ça donnera par la suite. » Eduardo Rivadavia d'AllMusic décrit l'album comme « un mélange presque parfait entre la confirmation (rappelant aux fans la vision unique et les capacités de Cazares) et l'innovation (il joue aussi de la guitare solo !). » Scott Alisoglu de Blabbermouth.net encense l'album expliquant qu'il s'agit d'« un putain d'enfoiré qui réussit à te graver les mélodies en tête, même après avoir éjecté le disque. » Chad Bowar reconnaît de son côté que « les belles chansons et l'excellente production en font un premier album respectable »
Après avoir terminé l'enregistrement, Cazares annonce la signature du groupe avec le label nord-américain Century Media Records, et une distribution européenne par Roadrunner Records. Sa décision de choisir Century Media se base sur la liberté de créativité que le label lui a attribué, alors que Roadrunner lui demandait de produire des chansons en qualité radio et commerciales lorsqu'il était au sein de Fear Factory. Cependant, Yeung explique que Roadrunner n'était pas intéressé, et qu'il ne souhaitait pas être dans un label dans ces conditions.

### Départ de Tommy Vext (2008)
Le chanteur Tommy Vext quitte le groupe après une altercation sur scène le 28 avril 2008. La cause de l'altercation fait polémique. Selon Dino Cazares, Vext a été renvoyé à cause d'un conflit sur scène. « On sentait qu'il voulait finir tôt la soirée pour aller au New England Metal Fest, auquel on devait normalement jouer le lendemain ». Le groupe continuait de jouer malgré les plaintes de Vext sur ce qui devait être la dernière chanson. Vext a commencé à hurler après Dino avant de le pousser, puis il a été immédiatement repoussé par le groupe.

### Bringer of Plagueset pause (2009–2015)
Après Bleed the Fifth en 2007, le second album de Divine Heresy est marqué par l'arrivée du chanteur Travis Neal, ancien membre de Pushed. L'album, intitulé Bringer of Plagues, est publié le 28 juillet 2009 via Century Media Records. Dino coproduit l'album avec l'équipe de production Dirty Icon (Logan Mader et Lucas Banker). Le 25 novembre 2010, Divine Heresy n'apparait plus sur le site web de Century Media Records. Dino explique qu'après la tournée de Fear Factory, lui et le batteur Tim Yeung ont commencé à écrire de nouvelles chansons pour un prochain album de Divine Heresy. Le 26 janvier 2011, le départ du bassiste Joe Payne est annoncé. Le 10 mai 2011, Cazares annonce sur le profil Facebook de Divine Heresy et le sien que le groupe est toujours actif et qu'il publiera un nouvel album pour 2012.
Le 27 juillet 2015, Dino Cazares confirme être le seul membre restant de Divine Heresy et annonce que le groupe restera inactif pendant qu'il se consacre à Fear Factory.

## Membres

### Membre actuel
- Dino Cazares – guitare (depuis 2005), basse (2007)

### Anciens membres
- Jose Maldonado – chant (2005)
- John Sankey – batterie (2005)
- Tim Yeung – batterie (2006–2012)
- Tommy « Vext » Cummings – chant (2006–2008)
- Joe Payne – basse, chœurs (2007–2011)
- Travis Neal – chant (2008–2013)

### Membres live
- Risha Eryavec – basse (2006–2007)
- Jake Veredika – chant (2008)

## Discographie
- 2007 : Bleed the Fifth
- 2009 : Bringer of Plagues